# Eva Korpela
Pour les articles homonymes, voir Korpela.
Eva Korpela, née Lundgren le 31 octobre 1958 est une biathlète suédoise qui s'illustre au plus haut niveau mondial dans les années 1980.

## Biographie
Eva Korpela a remporté à deux reprises le classement général de la Coupe d'Europe, en 1986 et en 1987. Cette compétition historique a connu cinq éditions, entre 1982 et 1987, avant de laisser la place à la Coupe du monde féminine. Dès la saison 1984-1985, la Suédoise avait prouvé sa régularité en terminant au deuxième rang de la Coupe d'Europe. Durant cette période, Korpela se distingue lors des grands rendez-vous en enlevant plusieurs médailles aux Championnats du monde. La Suédoise remporte sa première médaille, en bronze, en 1985 à Egg am Etzel en Suisse. L'année suivante, devant son public à Falun, la biathlète remporte trois récompenses dont l'or sur l'individuel 10 km. En 1987 et 1988, elle ajoute trois nouvelles médailles mondiales à son palmarès.
Après sa retraite, le biathlon féminin suédois s'est quelque peu éteint jusqu'à l'émergence de sa compatriote Magdalena Forsberg, lors de la saison 1996-1997, qui inscrira à six reprises son nom au palmarès de la Coupe du monde de biathlon.

## Palmarès

### Championnats du monde
| Épreuve    | 1985                               | 1986                               | 1987                              | 1988                               |
| ---------- | ---------------------------------- | ---------------------------------- | --------------------------------- | ---------------------------------- |
| Individuel | Médaille de bronze, Coupe du Monde | Médaille d'or, Coupe du Monde      | –                                 | 5e                                 |
| Sprint     | –                                  | Médaille de bronze, Coupe du Monde | –                                 | Médaille d'argent, Coupe du Monde  |
| Relais     | –                                  | Médaille d'argent, Coupe du Monde  | Médaille d'argent, Coupe du Monde | Médaille de bronze, Coupe du Monde |

### Coupe d'Europe
- Vainqueur du classement général en 1986 et 1987.

### Coupe du monde
- 7 podiums (championnats du monde inclus) :
  - 5 podiums individuels : 1 victoire (ch. monde), 2 deuxièmes places et 2 troisièmes places (2 ch. monde).
  - 2 podiums en relais.